# Між простиралами

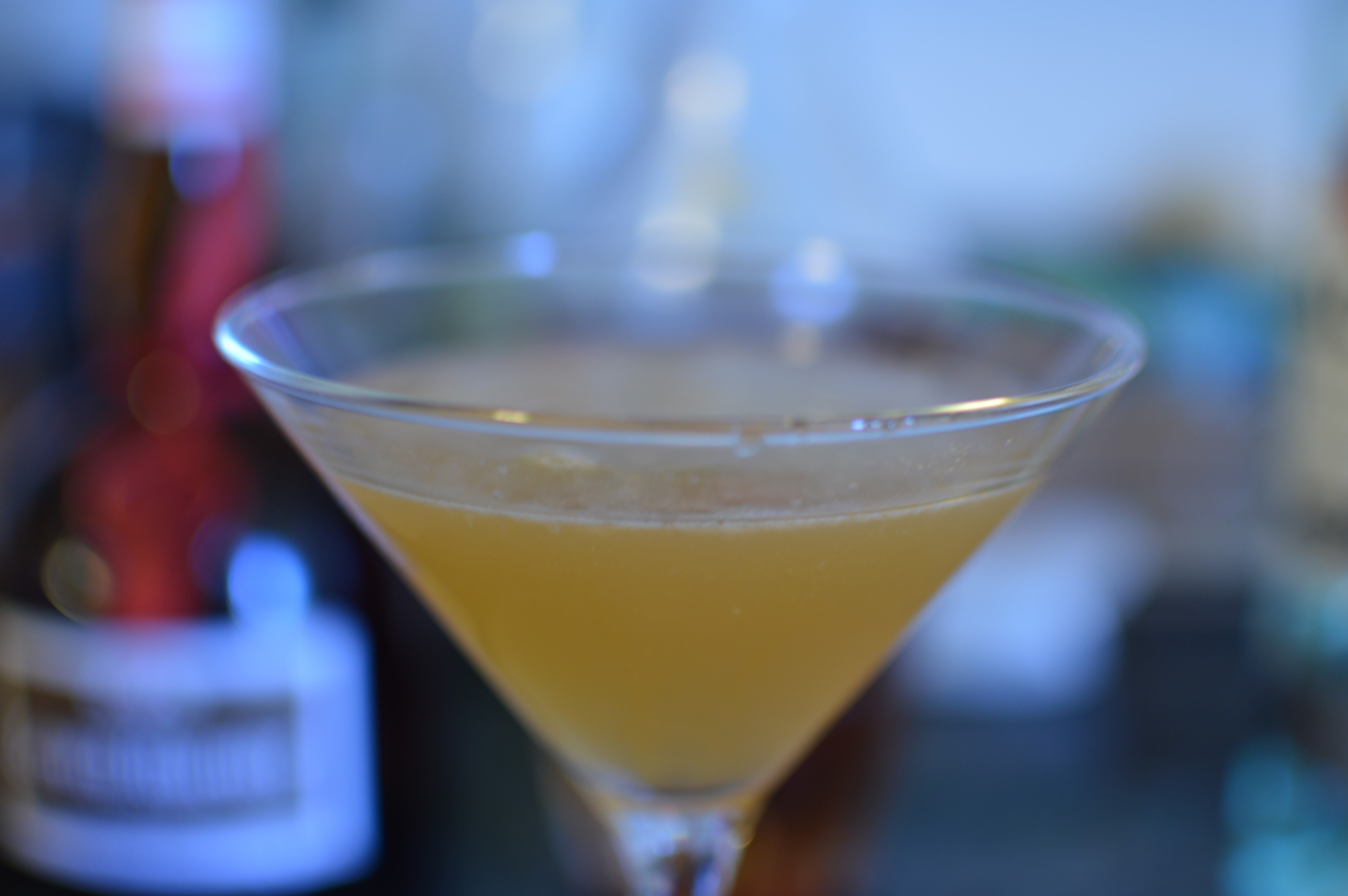
Коктейль «Між простирадлами»

Між простирадлами (англ. Between the Sheets) — алкогольний коктейль на основі світлого рому, коньяку, лікеру Трипл-сек та лимонного соку. Класифікується як коктейль на весь день (англ. All day cocktail). Належить до офіційних напоїв Міжнародної асоціації барменів (IBA), категорія «Незабутні» (англ. The Unforgettables).

## Спосіб приготування
Склад коктейлю «Between the Sheets»:
- світлого рому — 30 мл (3 cl),
- коньяку — 30 мл (3 cl),
- лікеру «Трипл-сек» — 30 мл (3 cl),
- лимонного соку — 20 мл (2 cl).